# Centrorhynchus microcephalus
Centrorhynchus microcephalus är en hakmaskart som först beskrevs av Bravo-hollis 1947.  Centrorhynchus microcephalus ingår i släktet Centrorhynchus och familjen Centrorhynchidae. Inga underarter finns listade i Catalogue of Life.